# Mima
Pour les articles homonymes, voir Mima.
Mima (美馬市, Mima-shi) est une ville située dans la préfecture de Tokushima, au Japon.

## Géographie

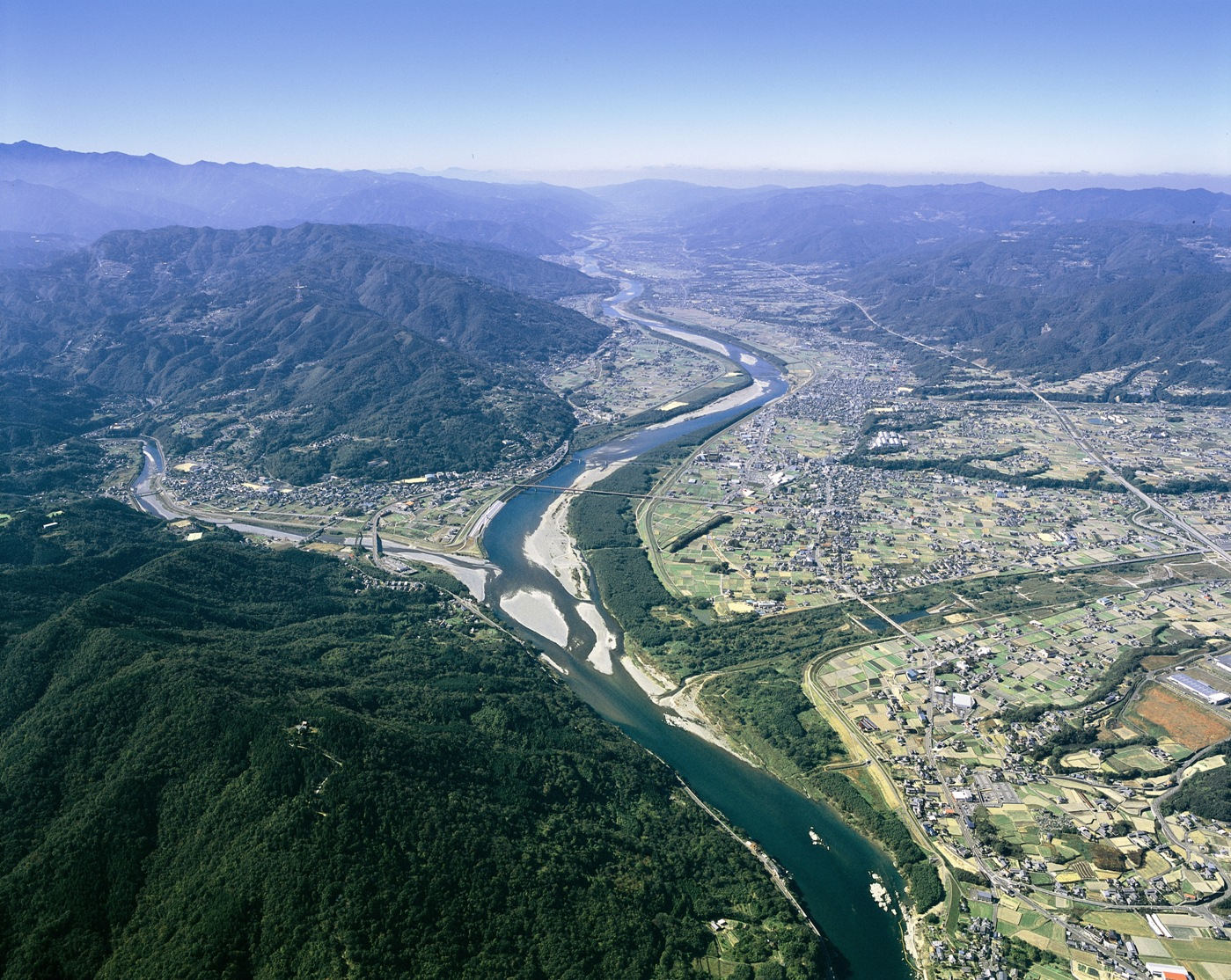
Vue aérienne de Mima.

### Situation
Mima est située dans le nord-ouest de la préfecture de Tokushima.

### Démographie
En août 2021, la population de Mima était de 27 577 habitants, répartis sur une superficie de 367,14 km2.

### Hydrographie
La ville est traversée par le fleuve Yoshino.

### Topographie
Le mont Tsurugi se trouve à l'extrême sud-ouest de la ville.

## Histoire
Le bourg de Mima a été créé en 1957. Il a acquis le statut de ville en 2005.

## Transports
La ville est desservie par la ligne Tokushima de la JR Kyushu.